# 柳遐
柳遐（501年—572年），字子昇，河东郡解县（今山西省运城市临猗县）人，出自河东柳氏东眷，南梁、西梁、北周官员。

## 生平
柳遐的六世祖柳卓是东晋汝南郡太守，从河东郡迁徙到襄阳郡。祖父柳叔珍是刘宋员外散骑常侍、义阳国内史。父亲柳季远是南梁临川王谘议参军、宜都郡太守。
柳遐幼年就爽朗豪迈，神采端庄，少年时便有成人的气量，十分爱好文学，言行举止合乎规矩。柳遐的伯父仪同忠惠公柳庆远特别器重他，对柳遐说：“从前我侍奉伯父太尉公柳元景，他曾经对我说：‘我昨天梦见你登上一座楼，楼十分宏伟壮丽，我将坐席给了你。你以后必定官运亨通，可惜我见不到了。’我刚才睡午觉，又梦到将昔日的坐席还赐给你。你的官位当不亚于我。你应该特别勉励，以顺应梦中的祥瑞。”
天监十一年（512年），南梁西昌侯萧渊藻镇守雍州时，柳遐时年虚龄十二，用百姓的礼节拜见萧渊藻，风度仪容端正庄重，进退文雅。萧渊藻称赞，试着派遣左右踩柳遐的衣服下摆，想看看他如何反应。柳遐慢慢的迈步向前，不往向后看。庐陵王萧续担任雍州刺史时，征辟柳遐出任主簿。柳遐的堂兄右卫将军柳恽出任广州刺史时，携带柳遐前往，柳遐在当地出任永化县县令。柳遐后以平西邵陵王萧纶府法曹参军为起家官，转任外兵参军，出任尚书工部郎。陈郡谢举此时担任仆射，与柳遐交谈，非常赞赏，对人说：“江汉间杰出的人才，现在在此地出现了。”
岳阳王萧詧到雍州后，选用柳遐担任治中，柳遐不久升任别驾。大统十六年（550年），萧詧投靠西魏，秉承西魏皇帝旨意，任命柳遐为吏部员外郎、散骑常侍、兼任太子侍讲。柳遐不久升任车骑大将军、仪同三司、大都督，获赐爵位闻喜县公，很快升任持节、骠骑大将军、开府仪同三司。大定元年（555年），萧詧在江陵称帝，将襄阳郡归附于西魏。柳遐辞别萧詧说：“陛下中兴国家的命运，在旧日楚国的土地上称帝。臣往年和您有幸相会，很早得到名誉和节操，论道理应当以身许国，以期待有始有终。自从晋朝南迁，臣的宗族势孤力小。伯祖太尉柳元景、伯父仪同三司柳庆远、堂伯司空柳世隆都以地位名望隆重，因此在金陵城安家。只留下臣的祖父和父亲，独自守着祖坟。臣的祖父和父亲经常告诫我，不要违背这个志向。如今襄阳郡既然已入北朝，臣如果陪着天子的车驾，进则没有任何用处，退则损害祖先的教训。恳请陛下颁赐明察，原谅臣这个心愿。”萧詧难以违背柳遐的心愿，于是允许。柳遐因此留在家乡，以研习经书典籍为娱乐。
宇文泰、周明帝宇文毓屡次征召柳遐做官，柳遐都以生病坚决推辞。萧詧去世后，柳遐为他举哀，行君臣的服装礼节。保定年间，北周朝廷再次征召柳遐，柳遐才入朝，出任使持节、骠骑大将军、开府仪同三司、霍州诸军事、霍州刺史。柳遐管理百姓务先以仁德，再三不效忠听命的，才稍微加以惩罚，以让他感到羞耻而已。柳遐的属下都感动而归化，不再犯过失，都说：“我们的刺史如此仁惠，他难道可以欺骗吗？”天和七年（572年），柳遐去世，虚岁七十二，后归葬于襄阳郡白沙的家族墓地。宣政初年，朝廷追赠金、安二州刺史。
柳遐有志向和操行，当初担任雍州主簿时，他的父亲柳季远在扬州去世，柳遐从襄阳郡前去奔丧，六天就赶到了扬州，一路哀伤，身体毁损憔悴以至于不可相识。后来柳遐带着柳季远的棺木沿着长江返回，长江中起风，船中的人互相看着变了脸色。柳遐抱着父亲的棺木哀嚎痛哭，向上天哀求，顷刻之间就风平浪静。柳遐的母亲曾经在乳间长出恶疮，医生说：“这个病没有可救的办法，只有让人吸出脓来，或许可望稍微止痛。”柳遐应声就吸吮恶疮，他母亲的病旬日就得以痊愈，人们都认为是柳遐孝行的感应所致。柳遐性情温和宽厚，很少有喜怒的表情，大力奖励儒家礼教，从不议论他人的缺点，特别喜好用财物周济他人，家中没有多余的财产，临终遗嘱葬具和丧礼要简单节俭，他的儿子们都遵行遗嘱。柳遐有十个儿子，柳靖、柳莊最有名。

## 家庭

### 祖父
- 柳叔珍，刘宋员外散骑常侍、义阳国内史

### 父亲
- 柳季远，南梁临川王谘议参军、宜都郡大守

### 子女
- 柳靖，北周大都督、德广郡太守
- 柳莊，隋朝开府仪同三司、饶州刺史